# Chengdu International Circuit
Chengdu International Circuit is een permanent circuit in de buurt van Chengdu, Volksrepubliek China. In 2008 werd hier de tweede ronde gehouden van het A1 Grand Prix kampioenschap.

## Resultaten

### A1GP
| Seizoen   | Winnaar sprintrace | Winnaar hoofdrace  |
| --------- | ------------------ | ------------------ |
| 2008-2009 | Adam Carroll       | Filipe Albuquerque |